# Castelo de Gaussan

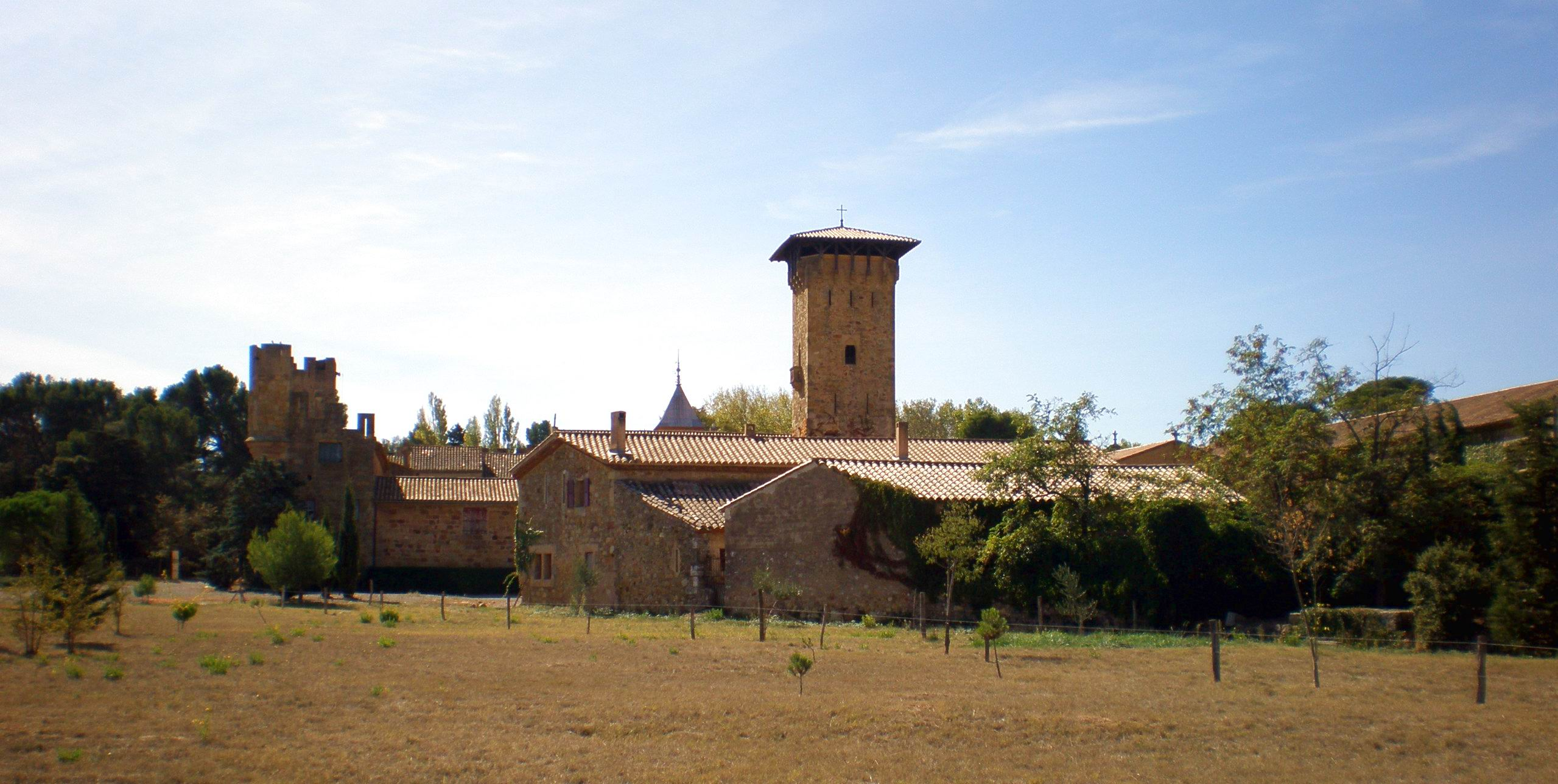
Château de Gaussan

O Château de Gaussan é um castelo, muito alterado no século XIX, na comuna de Bizanet no departamento de Aude, na França.
O castelo data originalmente do século XIV. Destaca-se sobretudo as fachadas nascente e sul e respectivos tectos, a escadaria, a decoração interior da biblioteca e o grande salão, bem como a capela do século XIX e o salão inferior do século XIV.
O Château de Gaussan é propriedade privada. Está classificado desde 1986 como monumento histórico pelo Ministério da Cultura da França .